# الطائرة المقاتلة المشتركة

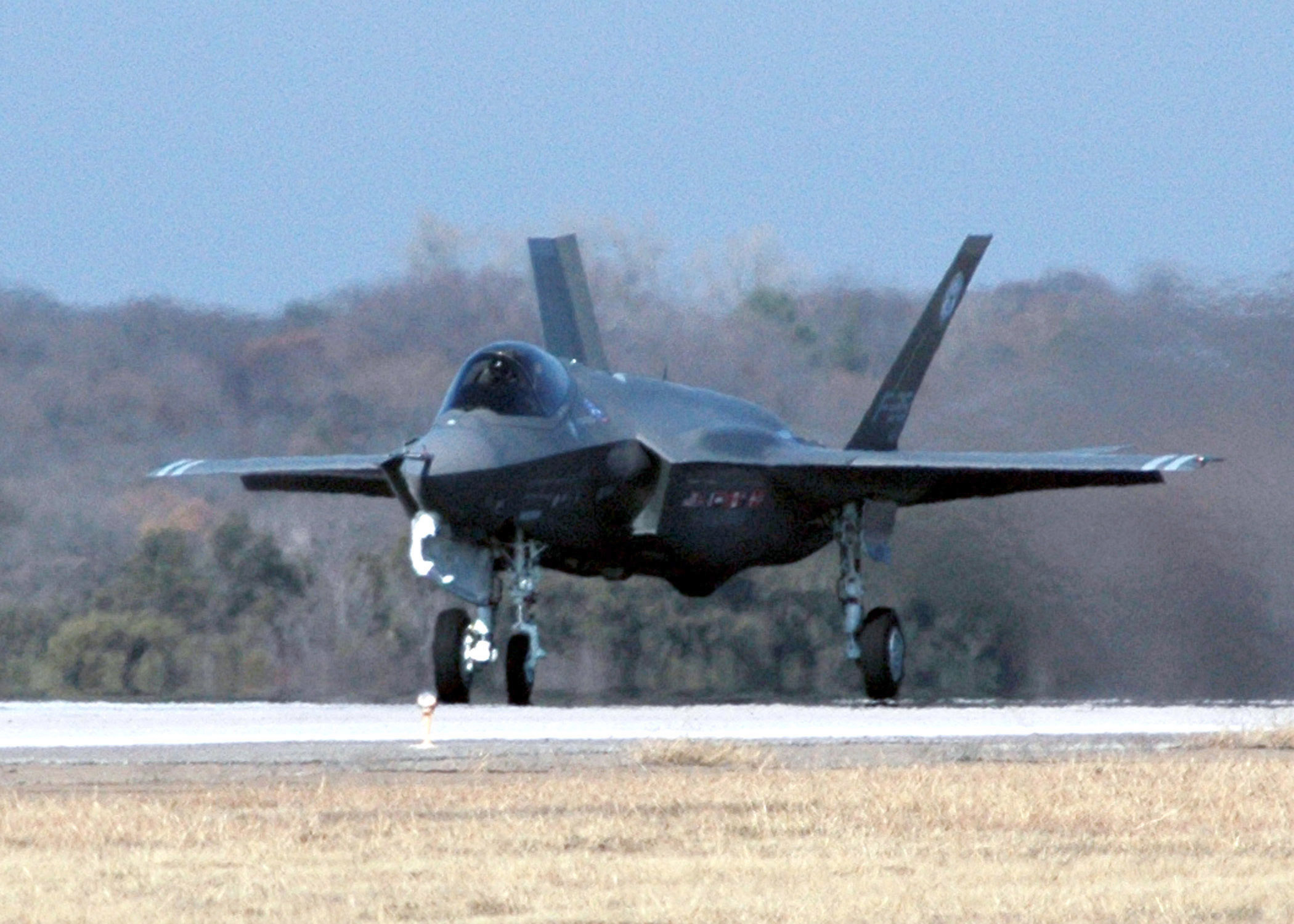
لوكهيد مارتن إف-35 لايتنيغ الثانية

الطائرة المقاتلة المشتركة (بالإنجليزية: Joint Combat Aircraft)‏ (JCA) هي التسمية الرسمية المستخدمة من قبل وزارة الدفاع في المملكة المتحدة للإشارة للمقاتلة لوكهيد مارتن إف-35 لايتنيغ الثانية، سابقا جوينت سترايك فايتر، والناتجة عن برنامج جوينت سترايك فايتر.